# Louise Rennison
Louise Rennison (ur. 11 października 1951 w Leeds, zm. 29 lutego 2016 w Brighton) – brytyjska pisarka, autorka literatury młodzieżowej.

## Życiorys
Pracowała m.in. jako pomoc dentystyczna. Kształciła się na University of Brighton. Od 1987 występowała w kobiecej grupie kabaretowej Women with Beards. Rozpoznawalność zyskała solowym występem pt. Stevie Wonder Felt My Face, który zaprezentowała na Edinburgh Festival Fringe.
Louise Rennison była autorką m.in. bestsellerowego cyklu Confessions of Georgia Nicolson (Zwierzenia Georgii Nicolson), serii książek przeznaczonych dla nastolatek, w brytyjskich mediach określanych jako odpowiednik Dziennika Bridget Jones dla tej kategorii wiekowej. Na podstawie pierwszej części serii w 2008 został nakręcony film Angus, stringi i przytulanki, w którym rolę głównej bohaterki zagrała Georgia Groome.

## CyklConfessions of Georgia Nicolson
1. Angus, stringi i przytulanki (1999, tyt, oryg. Angus, Thongs and Full-Frontal Snogging)
2. It's OK, I'm Wearing Really Big Knickers (2001, wyd. polskie Spoko, założyłam bardzo duże gacie)
3. Knocked Out by my Nunga-Nungas (2002, wyd. polskie Kłopoty z dyndakami)
4. Dancing in my Nuddy-Pants (2003, wyd. polskie Tańcząc na golasa)
5. ...And That's When It Fell Off in My Hand (2004, wyd. polskie Jak rozkochać w sobie każdego chłopaka)
6. ...Then He Ate My Boy Entrancers (2005, wyd. polskie Ciao, bella czyli w sidłach miłości)
7. Startled by His Furry Shorts (2006, wyd. polskie Jak oswoić włoskiego rumaka)
8. Luuurve is a Many Trousered Thing (2007, wyd. polskie Miłość Ci wszystko wypaczy)
9. Stop in the Name of Pants! (2008)
10. Are These My Basoomas I See Before Me? (2009)